# LICIACube
Light Italian CubeSat for Imaging of Asteroids (LICIACube)  , è un piccolo satellite della famiglia dei "cubesat" facente parte del carico della missione DART della NASA.
LICIAcube è stato rilasciato circa 10 giorni prima che la sonda madre impattasse l'asteroide "65803 Didymos" alla velocità di 6,6 km/s (23760 km/h), intorno alla fine di settembre 2022, per poi riprendere le conseguenze dell'impatto. LICIACube ha sorvolato l'asteroide raggiungendo una distanza minima di 51 km, e non è entrato in orbita ma ha continuato la sua corsa nello spazio, continuando ad inviare a terra le foto scattate durante il flyby.
Il progetto è basato sulla piattaforma "Hawk" della Argotec, già utilizzata per un'altra missione denominata ArgoMoon che accompagnerà il lancio dell'SLS della NASA; la piattaforma HAWK è scalabile con dimensioni da 6 a 27 unità, e in particolare LICIAcube userà una variante a 6 unità. Ogni unità di un cubesat ha dimensioni 10x10x10 cm, quindi un volume di 1000 cm3 (1 litro). Le 6 unità di LICIAcube significano un volume di 6 litri. Per confronto, una cassa di bottiglie d'acqua tipicamente ha un volume di 9 litri.
Il puntamento autonomo durante il flyby è stato effettuato grazie a un sistema a rete neurale ottimizzata.
Il satellite è equipaggiato con un processore SPARC V8 dualcore, una EEPROM da 20 Mbit e una memoria FLASH di tipo NAND da 16GB, capace di memorizzare oltre 1000 immagini.

## Strumenti
La piattaforma HAWK è dotata dei seguenti sottosistemi:
- Attitude Determination and Control
- Data Handling
- Telemetry Tracking & Command
- Thermal Control

### Fotocamere
LICIAcube aggiunge a queste dotazioni-base due fotocamere, i cui nomi richiamano quelli dei due protagonisti della saga di Guerre Stellari, Luke e Leila:
- LUKE (LICIACube Unit Key Explorer)
  - a colori, tipo "GECKO" della società SCS Space, RGB con filtro a schema Bayer
  - FoV = +/- 5° = +/- 0.0872665 rad
  - sensore COMS da 1088x2048 pixel (ams CMV2000)
  - risoluzione: 
    - 4,31 m/pixel a 55,2 km di distanza
    - IFoV: 78 urad/px[10] (=0.000078 rad/px)

  - lunghezza focale = 70,55 mm
  - banda:  650 +/- 250 nm
  - messa a fuoco: da 400 m a infinito
- LEIA (LICIACube Explorer Imaging for Asteroid)
  - in scala di grigi
  - sensore CMOS da 2048x2048 pixel
  - FoV = +/- 2.06° = +/- 0.0359378 rad
  - risoluzione: 
    - a 55,2 km di distanza: 1,38 m/pixel
    - IFoV: 24,71 urad/px[10][11] (=0.00002471 rad/px)

  - lunghezza focale: 222,55 mm
  - messa a fuoco: da 25 km a infinito

Durante il sorvolo, era previsto che le due telecamere acquisissero 228 immagini dell'asteroide, di cui 25 alla distanza minima di 51 km, con risoluzione massima di circa 4m/pixel e una velocità di ripresa massima di circa 3 FPS; in realtà ha ripreso circa 600 immagini dell'evento ().
7 minuti prima dell'impatto, Didymos risultava largo 4 pixel nella fotocamera LUKE, mentre Dimorphos ha raggiunto questa risoluzione solo 42 secondi più tardi.
Per la fotocamera LUKE è stata programmata questa sequenza di riprese:
- Da T0+28 a T0+136s: 1 tripletta[13] ogni 6 secondi
- Da T0+136 a T0+154: 1 tripletta ogni 3 secondi
- Da T0+154 a T0+179: 1 tripletta/secondo
- Da T0+179 a T0+194: 1 tripletta ogni 3 secondi
- Da T0+194 a T0+320: 1 tripletta ogni 6 secondi

LICIAcube è un nanosatellite da 6U (6 unità), di dimensioni 366 mm x 239 mm x 116,2 mm con i pannelli ripiegati e 911,5 mm x 366 mm x 239 mm con i pannelli solari aperti.

## Progettazione e gestione
La progettazione e l'integrazione sono state affidate da ASI alla società italiana Argotec, con sede a Torino.
La gestione delle operazioni di volo è stata affidata all'Argotec Mission Control Center, che si appoggerà al sistema di antenne per lo spazio profondo NASA Deep Space Network.
La gestione dei dati sarà effettuata dall'ASI Space Science Data Center (SSDC), mentre la squadra scientifica è coordinata dall'Istituto nazionale di astrofisica.

## Missione

### Obiettivi
1. testimoniare l’avvenuto impatto;
2. studiare la nube di polvere e detriti che si creerà a seguito dell’impatto, in modo da permettere di determinare indirettamente la struttura dell'asteroide;
3. caratterizzare il sito dell’impatto, per ottenere misure della dimensione e della morfologia del cratere;
4. osservare l’emisfero non impattato, per contribuire alle misure di dimensione e volume dell'asteroide, ancora non note con precisione (si stima un diametro tra i 140 e i 200 m)
5. generare[14] i relativi "SPICE kernels", ossia file di dati in formato standard[15] da cui è possibile in seguito ricavare i dati della missione, anche tramite servizi online gratuiti e pubblici come webgeocalc[16] o NASA Horizons[17].
6. Progettare e gestire l'archivio PDS4 (NASA Planetary Data System v.4)[18] che verrà pubblicato poi dalla NASA al termine della missione

### Preparazione
LICIACube si sgancerà dalla sonda DART circa 240 ore prima dell'impatto, quindi intorno alle 01:00 del 17 settembre, ora Italiana, quando la velocità di DART rispetto a Didymos sarà di 1,14 m/s, contro i 6,6 del momento dell'impatto; accenderà i vari sottosistemi, verranno fatti test e calibrazioni degli strumenti; quando il sistema di propulsione avrà raggiunto temperatura e pressione operativa, inizierà la manovra necessaria a modificare l'orbita ed evitare l'impatto. 200 secondi dopo il distacco LICIAcube si troverà sulla sua traiettoria finale di sorvolo di Didimorphos.

### Puntamento
La parte scientifica della missione inizierà 240 secondi prima del momento di quota minima ("Closest Approach", "C/A", a 55 km) perché solo allora LICIAcube sarà abbastanza vicino al bersaglio da riuscire a distinguerlo con le sue ottiche. In quel momento il sistema Didymos-Dimorphos si troverà a circa 11 milioni di km di distanza dalla Terra, rendendo impossibile determinare con precisione la sua posizione da remoto: LICIAcube dovrà quindi puntare la camera in totale autonomia, senza ricevere comandi da Terra in tempo reale (il tempo di arrivo dei segnali dalla Terra a LICIAcube sarà di circa 36 secondi); inoltre, questo sarà il sorvolo più veloce della storia dei cubesat: per poter mantenere Dimorphos collimato durante l'impatto, LICIAcube dovrà ruotare fino a una velocità 7 gradi al secondo, e potrà farlo solo utilizzando le ruote di inerzia di bordo. Il computer di bordo dovrà anche essere in grado di distinguere Dimorphos rispetto a Didymos, anche tenendo conto che Dimorphos cambierà il suo aspetto a causa dell'impatto, il che ha aggiunto ulteriori difficoltà nella progettazione del sistema di puntamento.

### Campagna di osservazione
La campagna di osservazione degli eventi inizierà nominalmente 45 secondi prima dell'impatto della sonda madre con l'asteroide, e seguirà questa pianificazione, con fasi parzialmente sovrapposte temporalmente:
- Da T0 -45s a T0: osservazione impatto
- Da T0 a T+169s: osservazione del materiale espulso nell'impatto
- Da T0+157s a T0+169s: osservazione ravvicinata del cratere (con risoluzione di almeno 2m/pixel a 80 km di distanza)
- Da T0+165 a T0+194: osservazione dell'emisfero opposto a quello dell'impatto
- Da T0+179 in avanti: osservazione dell'evoluzione del pennacchio di polveri provocato dall'impatto

### Dopo l'impatto ([11])
LICIAcube non è progettato per entrare in orbita intorno a Didymos o Dimorphos, ma solo per effettuare un flyby ("sorvolo"), essendo dotato solo di un piccolo motore di manovra capace di sviluppare appena 50 milliNewton di spinta (~5 milligrammi), quindi dopo aver scattato le foto dell'evento ha continuato il suo viaggio nello spazio, in orbita eliocentrica, trasmettendo a terra le foto scattate durante l'impatto di DART.
I dati possono essere trasmessi a terra a velocità comprese tra 16 e 256 kbps, e la trasmissione è continuata per 6 mesi dopo l'impatto, in varie finestre di trasmissione di 105 minuti ciascuna (15 minuti per il controllo dello stato di salute del satellite, 10 minuti per l'invio di comandi, 80 minuti di ricezione dati). Il satellite ha scattato circa 600 foto con risoluzione da 1 Mpixel (1024x1024) a 4 Mpixel (2048x2048) ed ha a disposizione circa 10GB per memorizzarle. Alla velocità minima di 16 kbps possono essere necessari fino a 77 minuti per trasmettere una singola immagine da 4 Mpixel di LEIA. Nei primi giorni dopo l'impatto la massima velocità di trasmissione stimata non superava i 64 kbps, per arrivare ai 256 kbps nel momento di massima vicinanza con la Terra, tra 40 e 90 giorni dopo l'impatto (quindi intorno al 26 novembre).

## Eventi
- 12/09/2022 01:14 italiane[22] (UTC+2): Rilascio di LICIACube dalla sonda-madre DART (2022/09/11 23:14:00 UTC); il distacco era inizialmente programmato per 240 ore prima dell'impatto fissato per il 2022/09/26 alle 23:14 UTC;
- 12/09/2022 02:04 italiane[23]: ricevuto primo segnale radio da LICIACube dopo il distacco;
- 22/09/2022 04:39 italiane: acquisita da LUKE una iconica immagine a colori del sistema Terra-Luna dallo spazio profondo;
- 27/09/2022 01:14 italiane: impatto di DART su Dimorphos [24], cattura di circa 600 immagini [25] da parte di LICIAcube e prime immagini ricevute intorno alle 04:14 ora italiana;